# 클루코긴꼬리쥐
클루코긴꼬리쥐(Sicista kluchorica)는 뛰는쥐과에 속하는 설치류의 일종이다. 러시아의 토착종이다. 자연 서식지는 온대 숲이다.